# Teobaldo V de Blois
Teobaldo V de Blois (fallecido el 20 de enero de 1191), también conocido como Teobaldo el Bueno (Thibaut le Bon en francés), fue Conde de Blois entre 1151 y 1191. Era hijo de Teobaldo IV de Blois y Matilde de Carintia. Aunque era el segundo hijo, Teobaldo heredó Blois (incluyendo Chartres), mientras que su hermano mayor, Enrique recibía el condado de Champaña.
Se casó primeramente con Sybil de Chateaurenault, lo que le convirtió en Señor de Chateaurenault. Al enviudar contrajo matrimonio con Alix de Francia, hija de Luis VII de Francia y su primera esposa Leonor de Aquitania.
Según las fuentes medievales judías, en 1171 Teobaldo orquestó el primer libelo de sangre en la Europa continental. Como resultado de un juicio organizado por la iglesia, 30 o 31 miembros de la comunidad judía fueron quemados en la hoguera
Teobaldo vivió sobre todo en Chartres, y renovó las murallas de la ciudad. Tras unirse a su hermano Enrique y otros nobles más en contra de Felipe II, se reconcilió con el rey, al que acompañó durante la Tercera Cruzada. Llegó a Tierra Santa en el verano de 1190, para fallecer el 20 de enero de 1191 durante el Sitio de Acre.

## Familia
Teobaldo y Alix tuvieron siete hijos:
1. Teobaldo, muerto joven,
2. Felipe, muerto joven,
3. Enrique, muerto joven,
4. Luis I, conde de Blois (d. 1205),
5. Alix, abadesa de Fontevrault,
6. Margarita, condesa de Blois, casada con Otón I de Borgoña luego con Gualterio de Avesnes,
7. Isabel (d. 1248), a quien su sobrino Teobaldo VI de Blois le dejó el condado de Chartres (separado de Blois) y el señorío de Chateaurenault.

## Genealogía simplificada de Teobaldo V de Blois
: Rey

 : Conde de Blois

 : Conde de Champaña
|  |  |                        |                        |                        |                        |                        |                        |  |  |                          |                          |                          |                          |                          |                          |                    |                    |                     |                     |                     |                     |                       |                       |                       |                       |                         |                         |                         |                         |                         |                         |                       |                       |                          |                          |                          |                          |                          |                          |  |  |                        |                        |                        |                        |                        |                        |  |  |                           |                           |                           |                           |                           |                           |                     |                     |                                |                                |                                |                                |                                |                                |                      |                      |                         |                         |                         |                         |                         |                         |                     |                     |                     |                     |                    |                    |                     |                     |                     |                     |                       |                       |                       |                       |                       |                       |                       |                       |                         |                         |                         |                         |                         |                         |  |  |                         |                         |                         |                         |                         |                         |  |  |  |  |  |  |  |  |  |  |  |  |  |  |  |  |  |  |  |  |  |  |  |  |  |  |  |  |  |  |  |  |  |  |  |  |  |  |  |  |  |  |  |  |  |  |  |  |  |  |  |  |  |  |  |  |  |  |  |  |  |  |  |  |
|  |  |                        |                        |                        |                        |                        |                        |  |  |                          |                          |                          |                          |                          |                          |                    |                    | Esteban II de Blois | Esteban II de Blois | Esteban II de Blois | Esteban II de Blois | Esteban II de Blois   | Esteban II de Blois   |                       |                       |                         |                         |                         |                         |                         |                         |                       |                       | Adela de Normandía       | Adela de Normandía       | Adela de Normandía       | Adela de Normandía       | Adela de Normandía       | Adela de Normandía       |  |  | Uta de Passau          | Uta de Passau          | Uta de Passau          | Uta de Passau          | Uta de Passau          | Uta de Passau          |  |  | Engelberto II de Carintia | Engelberto II de Carintia | Engelberto II de Carintia | Engelberto II de Carintia | Engelberto II de Carintia | Engelberto II de Carintia |                     |                     | Guillermo X de Aquitania       | Guillermo X de Aquitania       | Guillermo X de Aquitania       | Guillermo X de Aquitania       | Guillermo X de Aquitania       | Guillermo X de Aquitania       |                      |                      | Leonor de Châtellerault | Leonor de Châtellerault | Leonor de Châtellerault | Leonor de Châtellerault | Leonor de Châtellerault | Leonor de Châtellerault |                     |                     | Luis VI de Francia  | Luis VI de Francia  | Luis VI de Francia | Luis VI de Francia | Luis VI de Francia  | Luis VI de Francia  |                     |                     | Adela de Saboya       | Adela de Saboya       | Adela de Saboya       | Adela de Saboya       | Adela de Saboya       | Adela de Saboya       |                       |                       | Alfonso VII de León     | Alfonso VII de León     | Alfonso VII de León     | Alfonso VII de León     | Alfonso VII de León     | Alfonso VII de León     |  |  | Berenguela de Barcelona | Berenguela de Barcelona | Berenguela de Barcelona | Berenguela de Barcelona | Berenguela de Barcelona | Berenguela de Barcelona |  |  |  |  |  |  |  |  |  |  |  |  |  |  |  |  |  |  |  |  |  |  |  |  |  |  |  |  |  |  |  |  |  |  |  |  |  |  |  |  |  |  |  |  |  |  |  |  |  |  |  |  |  |  |  |  |  |  |  |  |  |  |  |  |
|  |  |                        |                        |                        |                        |                        |                        |  |  |                          |                          |                          |                          |                          |                          |                    |                    | Esteban II de Blois | Esteban II de Blois | Esteban II de Blois | Esteban II de Blois | Esteban II de Blois   | Esteban II de Blois   |                       |                       |                         |                         |                         |                         |                         |                         |                       |                       | Adela de Normandía       | Adela de Normandía       | Adela de Normandía       | Adela de Normandía       | Adela de Normandía       | Adela de Normandía       |  |  | Uta de Passau          | Uta de Passau          | Uta de Passau          | Uta de Passau          | Uta de Passau          | Uta de Passau          |  |  | Engelberto II de Carintia | Engelberto II de Carintia | Engelberto II de Carintia | Engelberto II de Carintia | Engelberto II de Carintia | Engelberto II de Carintia |                     |                     | Guillermo X de Aquitania       | Guillermo X de Aquitania       | Guillermo X de Aquitania       | Guillermo X de Aquitania       | Guillermo X de Aquitania       | Guillermo X de Aquitania       |                      |                      | Leonor de Châtellerault | Leonor de Châtellerault | Leonor de Châtellerault | Leonor de Châtellerault | Leonor de Châtellerault | Leonor de Châtellerault |                     |                     | Luis VI de Francia  | Luis VI de Francia  | Luis VI de Francia | Luis VI de Francia | Luis VI de Francia  | Luis VI de Francia  |                     |                     | Adela de Saboya       | Adela de Saboya       | Adela de Saboya       | Adela de Saboya       | Adela de Saboya       | Adela de Saboya       |                       |                       | Alfonso VII de León     | Alfonso VII de León     | Alfonso VII de León     | Alfonso VII de León     | Alfonso VII de León     | Alfonso VII de León     |  |  | Berenguela de Barcelona | Berenguela de Barcelona | Berenguela de Barcelona | Berenguela de Barcelona | Berenguela de Barcelona | Berenguela de Barcelona |  |  |  |  |  |  |  |  |  |  |  |  |  |  |  |  |  |  |  |  |  |  |  |  |  |  |  |  |  |  |  |  |  |  |  |  |  |  |  |  |  |  |  |  |  |  |  |  |  |  |  |  |  |  |  |  |  |  |  |  |  |  |  |  |
|  |  |                        |                        |                        |                        |                        |                        |  |  |                          |                          |                          |                          |                          |                          |                    |                    |                     |                     |                     |                     |                       |                       |                       |                       |                         |                         |                         |                         |                         |                         |                       |                       |                          |                          |                          |                          |                          |                          |  |  |                        |                        |                        |                        |                        |                        |  |  |                           |                           |                           |                           |                           |                           |                     |                     |                                |                                |                                |                                |                                |                                |                      |                      |                         |                         |                         |                         |                         |                         |                     |                     |                     |                     |                    |                    |                     |                     |                     |                     |                       |                       |                       |                       |                       |                       |                       |                       |                         |                         |                         |                         |                         |                         |  |  |                         |                         |                         |                         |                         |                         |  |  |  |  |  |  |  |  |  |  |  |  |  |  |  |  |  |  |  |  |  |  |  |  |  |  |  |  |  |  |  |  |  |  |  |  |  |  |  |  |  |  |  |  |  |  |  |  |  |  |  |  |  |  |  |  |  |  |  |  |  |  |  |  |
|  |  |                        |                        |                        |                        |                        |                        |  |  |                          |                          |                          |                          |                          |                          |                    |                    |                     |                     |                     |                     |                       |                       |                       |                       |                         |                         |                         |                         |                         |                         |                       |                       |                          |                          |                          |                          |                          |                          |  |  |                        |                        |                        |                        |                        |                        |  |  |                           |                           |                           |                           |                           |                           |                     |                     |                                |                                |                                |                                |                                |                                |                      |                      |                         |                         |                         |                         |                         |                         |                     |                     |                     |                     |                    |                    |                     |                     |                     |                     |                       |                       |                       |                       |                       |                       |                       |                       |                         |                         |                         |                         |                         |                         |  |  |                         |                         |                         |                         |                         |                         |  |  |  |  |  |  |  |  |  |  |  |  |  |  |  |  |  |  |  |  |  |  |  |  |  |  |  |  |  |  |  |  |  |  |  |  |  |  |  |  |  |  |  |  |  |  |  |  |  |  |  |  |  |  |  |  |  |  |  |  |  |  |  |  |
|  |  |                        |                        |                        |                        |                        |                        |  |  |                          |                          | Guillermo de Sully       | Guillermo de Sully       | Guillermo de Sully       | Guillermo de Sully       | Guillermo de Sully | Guillermo de Sully |                     |                     |                     |                     | Enrique de Winchester | Enrique de Winchester | Enrique de Winchester | Enrique de Winchester | Enrique de Winchester   | Enrique de Winchester   |                         |                         |                         |                         | Esteban de Inglaterra | Esteban de Inglaterra | Esteban de Inglaterra    | Esteban de Inglaterra    | Esteban de Inglaterra    | Esteban de Inglaterra    |                          |                          |  |  | Teobaldo IV de Blois   | Teobaldo IV de Blois   | Teobaldo IV de Blois   | Teobaldo IV de Blois   | Teobaldo IV de Blois   | Teobaldo IV de Blois   |  |  |                           |                           |                           |                           | Matilde de Carintia       | Matilde de Carintia       | Matilde de Carintia | Matilde de Carintia | Matilde de Carintia            | Matilde de Carintia            |                                |                                |                                |                                |                      |                      |                         |                         |                         |                         | Leonor de Aquitania     | Leonor de Aquitania     | Leonor de Aquitania | Leonor de Aquitania | Leonor de Aquitania | Leonor de Aquitania |                    |                    | Luis VII de Francia | Luis VII de Francia | Luis VII de Francia | Luis VII de Francia | Luis VII de Francia   | Luis VII de Francia   |                       |                       | Constanza de Castilla | Constanza de Castilla | Constanza de Castilla | Constanza de Castilla | Constanza de Castilla   | Constanza de Castilla   |                         |                         |                         |                         |  |  |                         |                         |                         |                         |                         |                         |  |  |  |  |  |  |  |  |  |  |  |  |  |  |  |  |  |  |  |  |  |  |  |  |  |  |  |  |  |  |  |  |  |  |  |  |  |  |  |  |  |  |  |  |  |  |  |  |  |  |  |  |  |  |  |  |  |  |  |  |  |  |  |  |
|  |  |                        |                        |                        |                        |                        |                        |  |  |                          |                          | Guillermo de Sully       | Guillermo de Sully       | Guillermo de Sully       | Guillermo de Sully       | Guillermo de Sully | Guillermo de Sully |                     |                     |                     |                     | Enrique de Winchester | Enrique de Winchester | Enrique de Winchester | Enrique de Winchester | Enrique de Winchester   | Enrique de Winchester   |                         |                         |                         |                         | Esteban de Inglaterra | Esteban de Inglaterra | Esteban de Inglaterra    | Esteban de Inglaterra    | Esteban de Inglaterra    | Esteban de Inglaterra    |                          |                          |  |  | Teobaldo IV de Blois   | Teobaldo IV de Blois   | Teobaldo IV de Blois   | Teobaldo IV de Blois   | Teobaldo IV de Blois   | Teobaldo IV de Blois   |  |  |                           |                           |                           |                           | Matilde de Carintia       | Matilde de Carintia       | Matilde de Carintia | Matilde de Carintia | Matilde de Carintia            | Matilde de Carintia            |                                |                                |                                |                                |                      |                      |                         |                         |                         |                         | Leonor de Aquitania     | Leonor de Aquitania     | Leonor de Aquitania | Leonor de Aquitania | Leonor de Aquitania | Leonor de Aquitania |                    |                    | Luis VII de Francia | Luis VII de Francia | Luis VII de Francia | Luis VII de Francia | Luis VII de Francia   | Luis VII de Francia   |                       |                       | Constanza de Castilla | Constanza de Castilla | Constanza de Castilla | Constanza de Castilla | Constanza de Castilla   | Constanza de Castilla   |                         |                         |                         |                         |  |  |                         |                         |                         |                         |                         |                         |  |  |  |  |  |  |  |  |  |  |  |  |  |  |  |  |  |  |  |  |  |  |  |  |  |  |  |  |  |  |  |  |  |  |  |  |  |  |  |  |  |  |  |  |  |  |  |  |  |  |  |  |  |  |  |  |  |  |  |  |  |  |  |  |
|  |  |                        |                        |                        |                        |                        |                        |  |  |                          |                          |                          |                          |                          |                          |                    |                    |                     |                     |                     |                     |                       |                       |                       |                       |                         |                         |                         |                         |                         |                         |                       |                       |                          |                          |                          |                          |                          |                          |  |  |                        |                        |                        |                        |                        |                        |  |  |                           |                           |                           |                           |                           |                           |                     |                     |                                |                                |                                |                                |                                |                                |                      |                      |                         |                         |                         |                         |                         |                         |                     |                     |                     |                     |                    |                    |                     |                     |                     |                     |                       |                       |                       |                       |                       |                       |                       |                       |                         |                         |                         |                         |                         |                         |  |  |                         |                         |                         |                         |                         |                         |  |  |  |  |  |  |  |  |  |  |  |  |  |  |  |  |  |  |  |  |  |  |  |  |  |  |  |  |  |  |  |  |  |  |  |  |  |  |  |  |  |  |  |  |  |  |  |  |  |  |  |  |  |  |  |  |  |  |  |  |  |  |  |  |
|  |  |                        |                        |                        |                        |                        |                        |  |  |                          |                          |                          |                          |                          |                          |                    |                    |                     |                     |                     |                     |                       |                       |                       |                       |                         |                         |                         |                         |                         |                         |                       |                       |                          |                          |                          |                          |                          |                          |  |  |                        |                        |                        |                        |                        |                        |  |  |                           |                           |                           |                           |                           |                           |                     |                     |                                |                                |                                |                                |                                |                                |                      |                      |                         |                         |                         |                         |                         |                         |                     |                     |                     |                     |                    |                    |                     |                     |                     |                     |                       |                       |                       |                       |                       |                       |                       |                       |                         |                         |                         |                         |                         |                         |  |  |                         |                         |                         |                         |                         |                         |  |  |  |  |  |  |  |  |  |  |  |  |  |  |  |  |  |  |  |  |  |  |  |  |  |  |  |  |  |  |  |  |  |  |  |  |  |  |  |  |  |  |  |  |  |  |  |  |  |  |  |  |  |  |  |  |  |  |  |  |  |  |  |  |
|  |  |                        |                        |                        |                        |                        |                        |  |  |                          |                          |                          |                          |                          |                          |                    |                    |                     |                     |                     |                     |                       |                       |                       |                       |                         |                         |                         |                         |                         |                         |                       |                       |                          |                          |                          |                          |                          |                          |  |  |                        |                        |                        |                        |                        |                        |  |  |                           |                           |                           |                           |                           |                           |                     |                     |                                |                                |                                |                                |                                |                                |                      |                      |                         |                         |                         |                         |                         |                         |                     |                     |                     |                     |                    |                    |                     |                     |                     |                     |                       |                       |                       |                       |                       |                       |                       |                       |                         |                         |                         |                         |                         |                         |  |  |                         |                         |                         |                         |                         |                         |  |  |  |  |  |  |  |  |  |  |  |  |  |  |  |  |  |  |  |  |  |  |  |  |  |  |  |  |  |  |  |  |  |  |  |  |  |  |  |  |  |  |  |  |  |  |  |  |  |  |  |  |  |  |  |  |  |  |  |  |  |  |  |  |
|  |  |                        |                        |                        |                        |                        |                        |  |  |                          |                          |                          |                          |                          |                          |                    |                    |                     |                     |                     |                     |                       |                       |                       |                       |                         |                         |                         |                         |                         |                         |                       |                       |                          |                          |                          |                          |                          |                          |  |  |                        |                        |                        |                        |                        |                        |  |  |                           |                           |                           |                           |                           |                           |                     |                     |                                |                                |                                |                                |                                |                                |                      |                      |                         |                         |                         |                         |                         |                         |                     |                     |                     |                     |                    |                    |                     |                     |                     |                     |                       |                       |                       |                       |                       |                       |                       |                       |                         |                         |                         |                         |                         |                         |  |  |                         |                         |                         |                         |                         |                         |  |  |  |  |  |  |  |  |  |  |  |  |  |  |  |  |  |  |  |  |  |  |  |  |  |  |  |  |  |  |  |  |  |  |  |  |  |  |  |  |  |  |  |  |  |  |  |  |  |  |  |  |  |  |  |  |  |  |  |  |  |  |  |  |
|  |  | María de Francia       | María de Francia       | María de Francia       | María de Francia       | María de Francia       | María de Francia       |  |  | Enrique I de Champaña    | Enrique I de Champaña    | Enrique I de Champaña    | Enrique I de Champaña    | Enrique I de Champaña    | Enrique I de Champaña    |                    |                    | María de Champaña   | María de Champaña   | María de Champaña   | María de Champaña   | María de Champaña     | María de Champaña     |                       |                       | Esteban de Sancerre     | Esteban de Sancerre     | Esteban de Sancerre     | Esteban de Sancerre     | Esteban de Sancerre     | Esteban de Sancerre     |                       |                       | Matilde de Bles-Champaña | Matilde de Bles-Champaña | Matilde de Bles-Champaña | Matilde de Bles-Champaña | Matilde de Bles-Champaña | Matilde de Bles-Champaña |  |  | Agnes de Bles-Champaña | Agnes de Bles-Champaña | Agnes de Bles-Champaña | Agnes de Bles-Champaña | Agnes de Bles-Champaña | Agnes de Bles-Champaña |  |  | Adela de Champaña         | Adela de Champaña         | Adela de Champaña         | Adela de Champaña         | Adela de Champaña         | Adela de Champaña         |                     |                     | Guillermo de las Blancas Manos | Guillermo de las Blancas Manos | Guillermo de las Blancas Manos | Guillermo de las Blancas Manos | Guillermo de las Blancas Manos | Guillermo de las Blancas Manos |                      |                      | Teobaldo                | Teobaldo                | Teobaldo                | Teobaldo                | Teobaldo                | Teobaldo                |                     |                     | Alix de Francia     | Alix de Francia     | Alix de Francia    | Alix de Francia    | Alix de Francia     | Alix de Francia     |                     |                     | Margarita de Francia  | Margarita de Francia  | Margarita de Francia  | Margarita de Francia  | Margarita de Francia  | Margarita de Francia  |                       |                       |                         |                         |                         |                         |                         |                         |  |  |                         |                         |                         |                         |                         |                         |  |  |  |  |  |  |  |  |  |  |  |  |  |  |  |  |  |  |  |  |  |  |  |  |  |  |  |  |  |  |  |  |  |  |  |  |  |  |  |  |  |  |  |  |  |  |  |  |  |  |  |  |  |  |  |  |  |  |  |  |  |  |  |  |
|  |  | María de Francia       | María de Francia       | María de Francia       | María de Francia       | María de Francia       | María de Francia       |  |  | Enrique I de Champaña    | Enrique I de Champaña    | Enrique I de Champaña    | Enrique I de Champaña    | Enrique I de Champaña    | Enrique I de Champaña    |                    |                    | María de Champaña   | María de Champaña   | María de Champaña   | María de Champaña   | María de Champaña     | María de Champaña     |                       |                       | Esteban de Sancerre     | Esteban de Sancerre     | Esteban de Sancerre     | Esteban de Sancerre     | Esteban de Sancerre     | Esteban de Sancerre     |                       |                       | Matilde de Bles-Champaña | Matilde de Bles-Champaña | Matilde de Bles-Champaña | Matilde de Bles-Champaña | Matilde de Bles-Champaña | Matilde de Bles-Champaña |  |  | Agnes de Bles-Champaña | Agnes de Bles-Champaña | Agnes de Bles-Champaña | Agnes de Bles-Champaña | Agnes de Bles-Champaña | Agnes de Bles-Champaña |  |  | Adela de Champaña         | Adela de Champaña         | Adela de Champaña         | Adela de Champaña         | Adela de Champaña         | Adela de Champaña         |                     |                     | Guillermo de las Blancas Manos | Guillermo de las Blancas Manos | Guillermo de las Blancas Manos | Guillermo de las Blancas Manos | Guillermo de las Blancas Manos | Guillermo de las Blancas Manos |                      |                      | Teobaldo                | Teobaldo                | Teobaldo                | Teobaldo                | Teobaldo                | Teobaldo                |                     |                     | Alix de Francia     | Alix de Francia     | Alix de Francia    | Alix de Francia    | Alix de Francia     | Alix de Francia     |                     |                     | Margarita de Francia  | Margarita de Francia  | Margarita de Francia  | Margarita de Francia  | Margarita de Francia  | Margarita de Francia  |                       |                       |                         |                         |                         |                         |                         |                         |  |  |                         |                         |                         |                         |                         |                         |  |  |  |  |  |  |  |  |  |  |  |  |  |  |  |  |  |  |  |  |  |  |  |  |  |  |  |  |  |  |  |  |  |  |  |  |  |  |  |  |  |  |  |  |  |  |  |  |  |  |  |  |  |  |  |  |  |  |  |  |  |  |  |  |
|  |  |                        |                        |                        |                        |                        |                        |  |  |                          |                          |                          |                          |                          |                          |                    |                    |                     |                     |                     |                     |                       |                       |                       |                       |                         |                         |                         |                         |                         |                         |                       |                       |                          |                          |                          |                          |                          |                          |  |  |                        |                        |                        |                        |                        |                        |  |  |                           |                           |                           |                           |                           |                           |                     |                     |                                |                                |                                |                                |                                |                                |                      |                      |                         |                         |                         |                         |                         |                         |                     |                     |                     |                     |                    |                    |                     |                     |                     |                     |                       |                       |                       |                       |                       |                       |                       |                       |                         |                         |                         |                         |                         |                         |  |  |                         |                         |                         |                         |                         |                         |  |  |  |  |  |  |  |  |  |  |  |  |  |  |  |  |  |  |  |  |  |  |  |  |  |  |  |  |  |  |  |  |  |  |  |  |  |  |  |  |  |  |  |  |  |  |  |  |  |  |  |  |  |  |  |  |  |  |  |  |  |  |  |  |
|  |  |                        |                        |                        |                        |                        |                        |  |  |                          |                          |                          |                          |                          |                          |                    |                    |                     |                     |                     |                     |                       |                       |                       |                       |                         |                         |                         |                         |                         |                         |                       |                       |                          |                          |                          |                          |                          |                          |  |  |                        |                        |                        |                        |                        |                        |  |  |                           |                           |                           |                           |                           |                           |                     |                     |                                |                                |                                |                                |                                |                                |                      |                      |                         |                         |                         |                         |                         |                         |                     |                     |                     |                     |                    |                    |                     |                     |                     |                     |                       |                       |                       |                       |                       |                       |                       |                       |                         |                         |                         |                         |                         |                         |  |  |                         |                         |                         |                         |                         |                         |  |  |  |  |  |  |  |  |  |  |  |  |  |  |  |  |  |  |  |  |  |  |  |  |  |  |  |  |  |  |  |  |  |  |  |  |  |  |  |  |  |  |  |  |  |  |  |  |  |  |  |  |  |  |  |  |  |  |  |  |  |  |  |  |
|  |  | Enrique II de Champaña | Enrique II de Champaña | Enrique II de Champaña | Enrique II de Champaña | Enrique II de Champaña | Enrique II de Champaña |  |  | Teobaldo III de Champaña | Teobaldo III de Champaña | Teobaldo III de Champaña | Teobaldo III de Champaña | Teobaldo III de Champaña | Teobaldo III de Champaña |                    |                    | Hugo III de Borgoña | Hugo III de Borgoña | Hugo III de Borgoña | Hugo III de Borgoña | Hugo III de Borgoña   | Hugo III de Borgoña   |                       |                       | Guillermo I de Sancerre | Guillermo I de Sancerre | Guillermo I de Sancerre | Guillermo I de Sancerre | Guillermo I de Sancerre | Guillermo I de Sancerre |                       |                       | Godofredo III de Perche  | Godofredo III de Perche  | Godofredo III de Perche  | Godofredo III de Perche  | Godofredo III de Perche  | Godofredo III de Perche  |  |  | Teobaldo I de Bar      | Teobaldo I de Bar      | Teobaldo I de Bar      | Teobaldo I de Bar      | Teobaldo I de Bar      | Teobaldo I de Bar      |  |  | Felipe II de Francia      | Felipe II de Francia      | Felipe II de Francia      | Felipe II de Francia      | Felipe II de Francia      | Felipe II de Francia      |                     |                     | Catalina de Clermont           | Catalina de Clermont           | Catalina de Clermont           | Catalina de Clermont           | Catalina de Clermont           | Catalina de Clermont           |                      |                      | Luis de Blois           | Luis de Blois           | Luis de Blois           | Luis de Blois           | Luis de Blois           | Luis de Blois           |                     |                     | Alix de Blois       | Alix de Blois       | Alix de Blois      | Alix de Blois      | Alix de Blois       | Alix de Blois       |                     |                     | Margarita de Blois    | Margarita de Blois    | Margarita de Blois    | Margarita de Blois    | Margarita de Blois    | Margarita de Blois    |                       |                       | Gualterio II de Avesnes | Gualterio II de Avesnes | Gualterio II de Avesnes | Gualterio II de Avesnes | Gualterio II de Avesnes | Gualterio II de Avesnes |  |  | Isabel de Blois         | Isabel de Blois         | Isabel de Blois         | Isabel de Blois         | Isabel de Blois         | Isabel de Blois         |  |  |  |  |  |  |  |  |  |  |  |  |  |  |  |  |  |  |  |  |  |  |  |  |  |  |  |  |  |  |  |  |  |  |  |  |  |  |  |  |  |  |  |  |  |  |  |  |  |  |  |  |  |  |  |  |  |  |  |  |  |  |  |  |
|  |  | Enrique II de Champaña | Enrique II de Champaña | Enrique II de Champaña | Enrique II de Champaña | Enrique II de Champaña | Enrique II de Champaña |  |  | Teobaldo III de Champaña | Teobaldo III de Champaña | Teobaldo III de Champaña | Teobaldo III de Champaña | Teobaldo III de Champaña | Teobaldo III de Champaña |                    |                    | Hugo III de Borgoña | Hugo III de Borgoña | Hugo III de Borgoña | Hugo III de Borgoña | Hugo III de Borgoña   | Hugo III de Borgoña   |                       |                       | Guillermo I de Sancerre | Guillermo I de Sancerre | Guillermo I de Sancerre | Guillermo I de Sancerre | Guillermo I de Sancerre | Guillermo I de Sancerre |                       |                       | Godofredo III de Perche  | Godofredo III de Perche  | Godofredo III de Perche  | Godofredo III de Perche  | Godofredo III de Perche  | Godofredo III de Perche  |  |  | Teobaldo I de Bar      | Teobaldo I de Bar      | Teobaldo I de Bar      | Teobaldo I de Bar      | Teobaldo I de Bar      | Teobaldo I de Bar      |  |  | Felipe II de Francia      | Felipe II de Francia      | Felipe II de Francia      | Felipe II de Francia      | Felipe II de Francia      | Felipe II de Francia      |                     |                     | Catalina de Clermont           | Catalina de Clermont           | Catalina de Clermont           | Catalina de Clermont           | Catalina de Clermont           | Catalina de Clermont           |                      |                      | Luis de Blois           | Luis de Blois           | Luis de Blois           | Luis de Blois           | Luis de Blois           | Luis de Blois           |                     |                     | Alix de Blois       | Alix de Blois       | Alix de Blois      | Alix de Blois      | Alix de Blois       | Alix de Blois       |                     |                     | Margarita de Blois    | Margarita de Blois    | Margarita de Blois    | Margarita de Blois    | Margarita de Blois    | Margarita de Blois    |                       |                       | Gualterio II de Avesnes | Gualterio II de Avesnes | Gualterio II de Avesnes | Gualterio II de Avesnes | Gualterio II de Avesnes | Gualterio II de Avesnes |  |  | Isabel de Blois         | Isabel de Blois         | Isabel de Blois         | Isabel de Blois         | Isabel de Blois         | Isabel de Blois         |  |  |  |  |  |  |  |  |  |  |  |  |  |  |  |  |  |  |  |  |  |  |  |  |  |  |  |  |  |  |  |  |  |  |  |  |  |  |  |  |  |  |  |  |  |  |  |  |  |  |  |  |  |  |  |  |  |  |  |  |  |  |  |  |
|  |  |                        |                        |                        |                        |                        |                        |  |  |                          |                          |                          |                          |                          |                          |                    |                    |                     |                     |                     |                     |                       |                       |                       |                       |                         |                         |                         |                         |                         |                         |                       |                       |                          |                          |                          |                          |                          |                          |  |  |                        |                        |                        |                        |                        |                        |  |  |                           |                           |                           |                           |                           |                           |                     |                     |                                |                                |                                |                                |                                |                                |                      |                      |                         |                         |                         |                         |                         |                         |                     |                     |                     |                     |                    |                    |                     |                     |                     |                     |                       |                       |                       |                       |                       |                       |                       |                       |                         |                         |                         |                         |                         |                         |  |  |                         |                         |                         |                         |                         |                         |  |  |  |  |  |  |  |  |  |  |  |  |  |  |  |  |  |  |  |  |  |  |  |  |  |  |  |  |  |  |  |  |  |  |  |  |  |  |  |  |  |  |  |  |  |  |  |  |  |  |  |  |  |  |  |  |  |  |  |  |  |  |  |  |
|  |  |                        |                        |                        |                        |                        |                        |  |  |                          |                          |                          |                          |                          |                          |                    |                    |                     |                     |                     |                     |                       |                       |                       |                       |                         |                         |                         |                         |                         |                         |                       |                       |                          |                          |                          |                          |                          |                          |  |  |                        |                        |                        |                        |                        |                        |  |  |                           |                           |                           |                           |                           |                           |                     |                     |                                |                                |                                |                                |                                |                                |                      |                      |                         |                         |                         |                         |                         |                         |                     |                     |                     |                     |                    |                    |                     |                     |                     |                     |                       |                       |                       |                       |                       |                       |                       |                       |                         |                         |                         |                         |                         |                         |  |  |                         |                         |                         |                         |                         |                         |  |  |  |  |  |  |  |  |  |  |  |  |  |  |  |  |  |  |  |  |  |  |  |  |  |  |  |  |  |  |  |  |  |  |  |  |  |  |  |  |  |  |  |  |  |  |  |  |  |  |  |  |  |  |  |  |  |  |  |  |  |  |  |  |
|  |  | Alicia de Champaña     | Alicia de Champaña     | Alicia de Champaña     | Alicia de Champaña     | Alicia de Champaña     | Alicia de Champaña     |  |  | Teobaldo I de Navarra    | Teobaldo I de Navarra    | Teobaldo I de Navarra    | Teobaldo I de Navarra    | Teobaldo I de Navarra    | Teobaldo I de Navarra    |                    |                    | Odón III de Borgoña | Odón III de Borgoña | Odón III de Borgoña | Odón III de Borgoña | Odón III de Borgoña   | Odón III de Borgoña   |                       |                       | Luis I de Sancerre      | Luis I de Sancerre      | Luis I de Sancerre      | Luis I de Sancerre      | Luis I de Sancerre      | Luis I de Sancerre      |                       |                       | Tomás de Perche          | Tomás de Perche          | Tomás de Perche          | Tomás de Perche          | Tomás de Perche          | Tomás de Perche          |  |  | Enrique II de Bar      | Enrique II de Bar      | Enrique II de Bar      | Enrique II de Bar      | Enrique II de Bar      | Enrique II de Bar      |  |  | Luis VIII de Francia      | Luis VIII de Francia      | Luis VIII de Francia      | Luis VIII de Francia      | Luis VIII de Francia      | Luis VIII de Francia      |                     |                     |                                |                                |                                |                                | Teobaldo VI de Blois           | Teobaldo VI de Blois           | Teobaldo VI de Blois | Teobaldo VI de Blois | Teobaldo VI de Blois    | Teobaldo VI de Blois    |                         |                         |                         |                         |                     |                     |                     |                     |                    |                    |                     |                     |                     |                     | Beatriz II de Borgoña | Beatriz II de Borgoña | Beatriz II de Borgoña | Beatriz II de Borgoña | Beatriz II de Borgoña | Beatriz II de Borgoña |                       |                       | María de Avesnes        | María de Avesnes        | María de Avesnes        | María de Avesnes        | María de Avesnes        | María de Avesnes        |  |  | Mahaut de Amboise       | Mahaut de Amboise       | Mahaut de Amboise       | Mahaut de Amboise       | Mahaut de Amboise       | Mahaut de Amboise       |  |  |  |  |  |  |  |  |  |  |  |  |  |  |  |  |  |  |  |  |  |  |  |  |  |  |  |  |  |  |  |  |  |  |  |  |  |  |  |  |  |  |  |  |  |  |  |  |  |  |  |  |  |  |  |  |  |  |  |  |  |  |  |  |
|  |  | Alicia de Champaña     | Alicia de Champaña     | Alicia de Champaña     | Alicia de Champaña     | Alicia de Champaña     | Alicia de Champaña     |  |  | Teobaldo I de Navarra    | Teobaldo I de Navarra    | Teobaldo I de Navarra    | Teobaldo I de Navarra    | Teobaldo I de Navarra    | Teobaldo I de Navarra    |                    |                    | Odón III de Borgoña | Odón III de Borgoña | Odón III de Borgoña | Odón III de Borgoña | Odón III de Borgoña   | Odón III de Borgoña   |                       |                       | Luis I de Sancerre      | Luis I de Sancerre      | Luis I de Sancerre      | Luis I de Sancerre      | Luis I de Sancerre      | Luis I de Sancerre      |                       |                       | Tomás de Perche          | Tomás de Perche          | Tomás de Perche          | Tomás de Perche          | Tomás de Perche          | Tomás de Perche          |  |  | Enrique II de Bar      | Enrique II de Bar      | Enrique II de Bar      | Enrique II de Bar      | Enrique II de Bar      | Enrique II de Bar      |  |  | Luis VIII de Francia      | Luis VIII de Francia      | Luis VIII de Francia      | Luis VIII de Francia      | Luis VIII de Francia      | Luis VIII de Francia      |                     |                     |                                |                                |                                |                                | Teobaldo VI de Blois           | Teobaldo VI de Blois           | Teobaldo VI de Blois | Teobaldo VI de Blois | Teobaldo VI de Blois    | Teobaldo VI de Blois    |                         |                         |                         |                         |                     |                     |                     |                     |                    |                    |                     |                     |                     |                     | Beatriz II de Borgoña | Beatriz II de Borgoña | Beatriz II de Borgoña | Beatriz II de Borgoña | Beatriz II de Borgoña | Beatriz II de Borgoña |                       |                       | María de Avesnes        | María de Avesnes        | María de Avesnes        | María de Avesnes        | María de Avesnes        | María de Avesnes        |  |  | Mahaut de Amboise       | Mahaut de Amboise       | Mahaut de Amboise       | Mahaut de Amboise       | Mahaut de Amboise       | Mahaut de Amboise       |  |  |  |  |  |  |  |  |  |  |  |  |  |  |  |  |  |  |  |  |  |  |  |  |  |  |  |  |  |  |  |  |  |  |  |  |  |  |  |  |  |  |  |  |  |  |  |  |  |  |  |  |  |  |  |  |  |  |  |  |  |  |  |  |

## Sucesión
| Predecesor: Teobaldo IV de Blois | Conde de Blois, Chartres y Châteaudun 1152 - 1191 (39 años) | Sucesor: Luis I de Blois |